# Cardiomegalia
La cardiomegalia es el término que define un agrandamiento anormal del corazón o hipertrofia cardíaca. Se trata de un signo que aparece en personas con insuficiencia cardíaca sistólica crónica o diversos tipos de miocardiopatías.
Puede ser una manifestación de la enfermedad de Wernicke.

## Clasificación
La cardiomegalia puede afectar a uno o ambos ventrículos o aurículas. Habitualmente se clasifica de la siguiente manera:
- Cardiomegalia por dilatación, que se deriva de un daño que debilita el músculo cardíaco, como un ataque al corazón.[2]
- Cardiomegalia por hipertrofia: lo más habitual es que la hipertrofia sea del corazón izquierdo, o en casos más graves, de todo el corazón. Sin embargo, existen determinadas patologías en las que existe una hipertrofia aislada de alguna de las cámaras cardiacas:
  - Hipertrofia auricular, ya sea izquierda o derecha.
  - Hipertrofia ventricular:[3]
    - Hipertrofia ventricular izquierda, que puede derivarse de hipertensión arterial prolongada.
    - Hipertrofia ventricular derecha, que se puede producir por hipertensión pulmonar, o en casos de hipertrofia ventricular izquierda de años de evolución.

El tratamiento dependerá del grado de dilatación